# Roa jayakari
Roa jayakari är en fiskart som först beskrevs av Norman, 1939.  Roa jayakari ingår i släktet Roa och familjen Chaetodontidae. IUCN kategoriserar arten globalt som livskraftig. Inga underarter finns listade i Catalogue of Life.